# 노스월셤 전투
노스월셤 전투(Battle of North Walsham)는 1381년 6월 25일 또는 26일에 노퍽주 노스월셤 읍 근교에서 일어난 전투이다. 대규모의 노퍽 지방의 농민군들이 노리치 주교 헨리 르 디스펜서의 중무장한 군대와 맞서 싸웠다. 이 전투는 1381년 와트 타일러의 난의 주요 저항 사례 중 가장 마지막에 발생한 것이다.
디스펜서는 이 전투에서 승리함으로써 그해 여름 이스트앵글리아에서 발생한 반란을 진압하는 데 성공했다. 처음에는 자신의 수행원 일부로만 이루어진 군대였으나, 점점 디스펜서를 따르는 이들이 불어났다. 디스펜서는 이스트앵글리아를 가로질러 노리치로 향했고, 이후 노스월셤으로 향해 "평민들의 왕"이라 자칭하던 제프리 릿스터가 이끄는 난민들과 대적했다. 노스월셤에서 난민들은 디스펜서의 군대에게 처절하게 패배했다. 노스월셤에서 정확히 무슨 일이 벌어졌는지에 대해서는 중세 연대기작자들의 기록이 각각 서로 다르다. 전투가 끝난 뒤 릿스터는 디스펜서에 의해 처형되었으나, 나머지 농민군의 운명은 어찌되었는지 정확히 알려져 있지 않다.